# Agencja Kurram
Agencja Kurram (urdu: کرم ایجنسی) – agencja w zachodnim Pakistanie na obszarze Terytoriów Plemiennych Administrowanych Federalnie przy granicy z Afganistanem. W 1998 roku liczyła 448 310 mieszkańców.